# 朱洪山“公馆”遗址
朱洪山“公馆”遗址位于中国浙江省宁波市海曙区集士港镇山下庄村潘岙，民国建筑，为浙东游击队秘密联络处遗址，解放战争时期，共产党人将在四明山区深山老林中建立的简陋的秘密联络处戏称为“公馆”，是朱洪山等烈士生前活动的秘密联络处，附近是朱洪山牺牲地，现秘密联系处已倒塌，仅存不到半身高的乱石墙基，2010年公布为鄞州区文物保护单位:389，2018年12月28日因行政区划调整公布为海曙区文物保护单位。